# Kanya Fujimoto
Kanya Fujimoto (født 1. juli 1999) er en japansk fodboldspiller, som spiller for den japanske fodboldklub Tokyo Verdy.